# Järpås
Järpås är en tätort i Lidköpings kommun i Västergötland.

## Historia

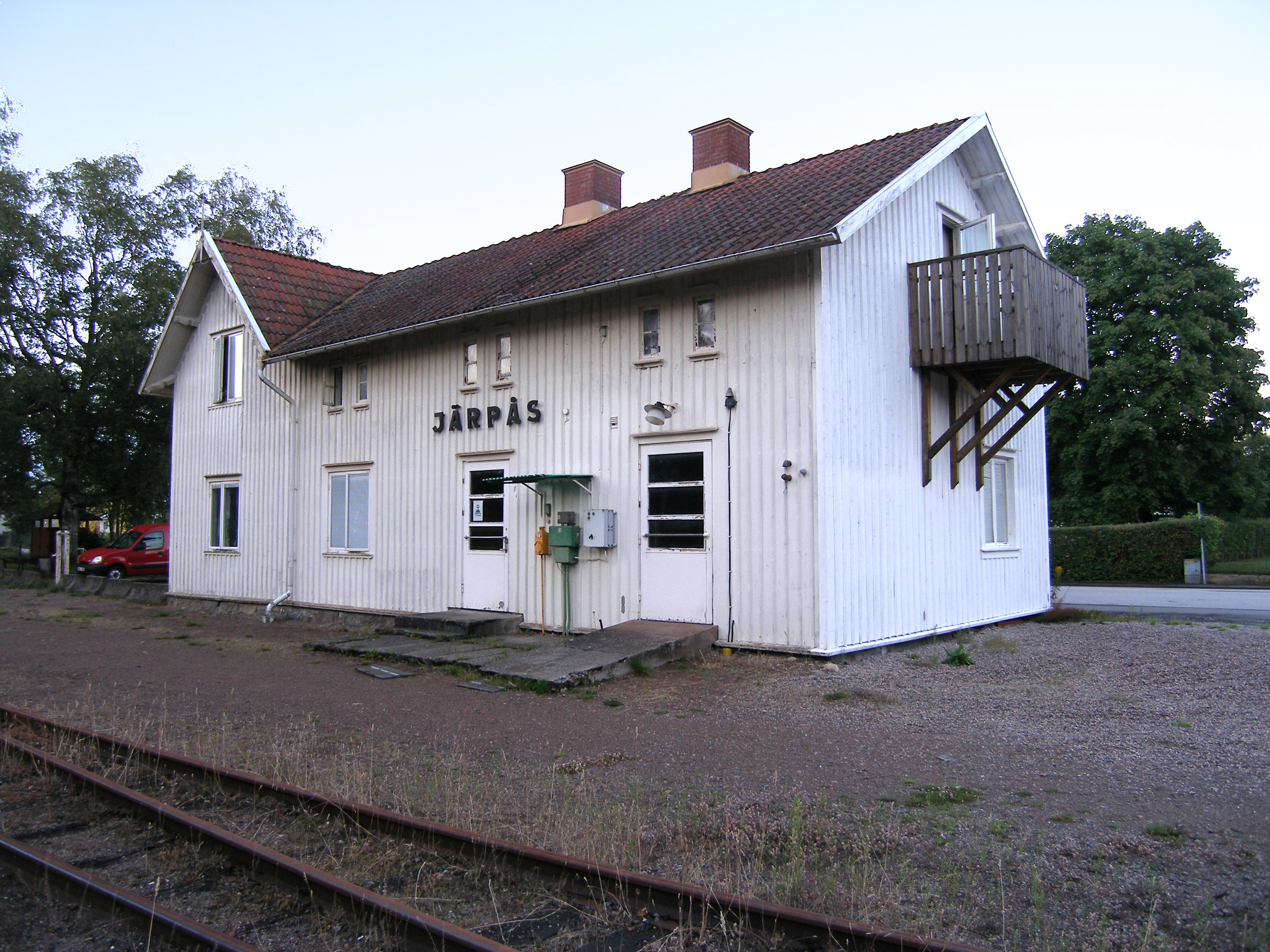
Järpås station

Järpås var och är kyrkby i Järpås socken och ingick efter kommunreformen 1862 i Järpås landskommun. I denna inrättades för orten 21 februari 1919 Järpås municipalsamhälle. Landskommunen och municipalsamhället upplöstes 31 december 1968 när området och orten uppgick i Lidköpings stad som 1971 ombildades till Lidköpings kommun.
På 1870-talet drogs Lidköping-Håkantorps Järnväg en bit från Järpås kyrkby och vid denna anlades Järpås station. Kring stationen uppkom den bebyggelse som skulle bilda Järpås municipalsamhälle. Järnvägslinjen är en del av Kinnekullebanan och tågen gör uppehåll i Järpås.

### Befolkningsutveckling
| Befolkningsutvecklingen i Järpås 1960–2020 | Befolkningsutvecklingen i Järpås 1960–2020 | Befolkningsutvecklingen i Järpås 1960–2020 | Befolkningsutvecklingen i Järpås 1960–2020 | Befolkningsutvecklingen i Järpås 1960–2020 |
| ------------------------------------------ | ------------------------------------------ | ------------------------------------------ | ------------------------------------------ | ------------------------------------------ |
|                                            |                                            |                                            |                                            |                                            |
| År                                         |                                            |                                            | Folkmängd                                  | Areal (ha)                                 |
| 1960                                       | 1960                                       |                                            | 430                                        |                                            |
| 1965                                       | 1965                                       |                                            | 607                                        |                                            |
| 1970                                       | 1970                                       |                                            | 658                                        |                                            |
| 1975                                       | 1975                                       |                                            | 668                                        |                                            |
| 1980                                       | 1980                                       |                                            | 763                                        |                                            |
| 1990                                       | 1990                                       |                                            | 874                                        | 100                                        |
| 1995                                       | 1995                                       |                                            | 823                                        | 101                                        |
| 2000                                       | 2000                                       |                                            | 822                                        | 101                                        |
| 2005                                       | 2005                                       |                                            | 808                                        | 101                                        |
| 2010                                       | 2010                                       |                                            | 795                                        | 100                                        |
| 2015                                       | 2015                                       |                                            | 789                                        | 107                                        |
| 2020                                       | 2020                                       |                                            | 790                                        | 107                                        |
|                                            |                                            |                                            |                                            |                                            |

## Samhället
I orten ligger Järpås kyrka.

## Idrott

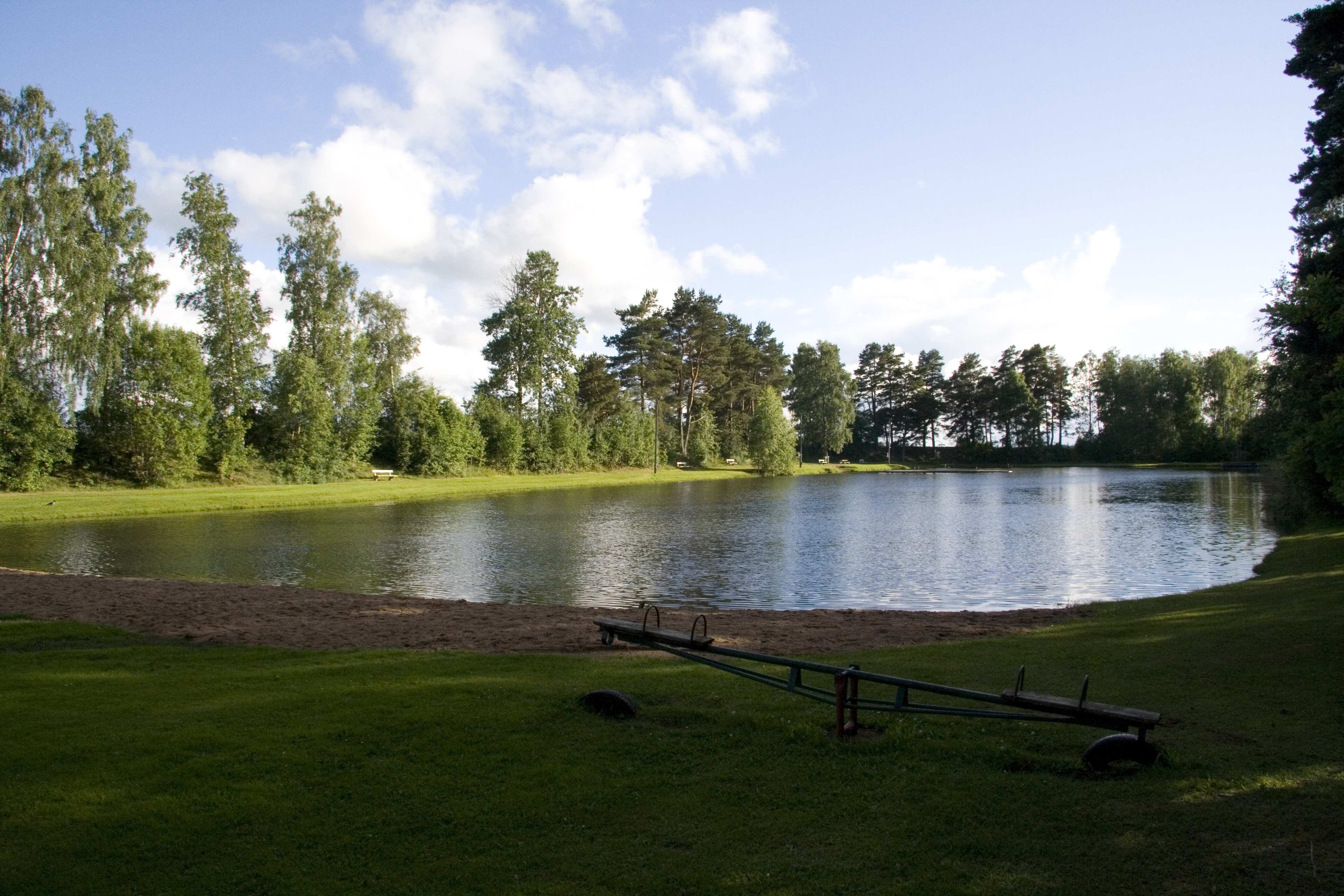
Järpås badsjö.

Järpås har en idrottsklubb vid namn Järpås IS som grundades den 24 april 1928. Klubben har främst haft fotboll som sin verksamhet men har även drivit friidrott, tennis, bordtennis, ishockey och bandy. Ungdomssektionen arrangerar varje år en cup, vid namn Järpås-cupen, som infaller i augusti. 
För simning och bad finns en anlagd badsjö i Järpås. Badsjön invigdes 1953 av dåvarande landshövdingen Fritiof Domö.